# Adelaide Football Club

Logo del equipo.

Adelaide Football Club, apodados como the Crows, es un equipo de fútbol australiano profesional, que juega en la Australian Football League. Su sede se encuentra en la ciudad de Adelaida, situada en Australia Meridional, y juega en Football Park.
El equipo nace en 1990 como el primer representante del Sur de Australia en la liga, y desde entonces ha ganado dos campeonatos.

## Historia
Desde la década de 1980, cuando la Victorian Football League comenzó su expansión por toda Australia, el territorio de Australia Meridional se interesó, como una de las regiones con más equipos registrados en el país, por una plaza de expansión. Aunque en un principio las apuestas apuntaban hacia Port Adelaide Football Club, la federación de fútbol del Sur de Australia decidió crear un club nuevo que representara al estado. En 1990 la VFL acepta su ingreso, y Adelaide debuta en la temporada de 1991 con victoria ante Hawthorn Football Club el 26 de febrero de ese año. El apodo escogido por la franquicia fue el de Adelaide Crows (cuervos).
La primera vez que el equipo alcanza la fase final fue en 1993, con una tercera posición en la liga regular. En 1997 y 1998, entrenados por Malcolm Blight, Adelaide logró los campeonatos nacionales, al vencer en las finales a Essendon y St Kilda. En 2005 y 2006 logró clasificarse para la fase final, aunque cayeron en las finales preliminares.
El clásico entre los Adelaide Crows y Port Adelaide Power se conoce como Showdown. En los 40 partidos oficiales, Adelaide ha obtenido 19 victorias y 21 derrotas. El único enfrentamiento en postemporada fue en semifinales de 2005, con victoria de Adelaide. En julio de 2015 se alcanzó un récord de 53.518 espectadores en un Showdown.

## Estadio
Port Adelaide compite en el Football Park, un campo situado en Adelaida y con capacidad para 51.500 personas. Comparte el campo con Port Adelaide Power.

## Palmarés
- Australian Football League: 2 (1997 y 1998)
- Trofeo McClelland: 1 (2005)